# Viktor Cyhankov
Viktor Vitalijovyč Cyhankov (in ucraino Віктор Віталійович Циганков?; Nahariya, 15 novembre 1997) è un calciatore ucraino, ala o centrocampista del Girona e della nazionale ucraina.

## Biografia
Viktor Cyhankov è figlio di Vitalij Cyhankov, anch'egli calciatore ma di ruolo portiere, ed è nato in Israele, poiché il padre nel 1997 militava nell'Hapoel Tayibe.

## Caratteristiche tecniche
Di piede sinistro, Cyhankov è un'ala destra capace di fare la differenza, soprattutto quando parte in velocità palla al piede e abile ad andare in progressione, abbinando alle capacità atletiche anche una certa propensione al palleggio. Dotato di precisione di tiro, è capace di segnare calciando anche dalla lunga distanza. È un bravo rigorista, ma talvolta è in grado di mostrare le sue abilità balistiche anche con i calci di punizione. Ha la tendenza a saltare l'uomo e lo fa ad alta velocità. Forte fisicamente, ha anche un'ottima visione di gioco.

## Carriera

### Club

#### Dinamo Kiev
Cresciuto calcisticamente nelle giovanili del Nyva Vinnycja e della Dinamo Kiev, esordisce in prima squadra il 14 agosto 2016 nella partita di Prem"jer-liha contro lo Stal' Kam"jans'ke. Il 24 settembre dello stesso anno mette a segno il primo gol con la maglia della Dinamo, in occasione della vittoria esterna per 4-0 contro l'Olimpik Donec'k. Il 29 luglio 2017 realizza la sua prima tripletta durante il match di campionato contro il Karpaty (5-0). Nella stagione 2017-2018, con la gestione Chackevič, risulta essere il giocatore con più presenze, nonché quello che ha realizzato più marcature per la sua squadra. Il 21 luglio 2018 vince la Supercoppa di Ucraina contro lo Šachtar. Il 25 febbraio 2019 gioca la sua partita numero 100 con la Dinamo, in occasione della vittoria per 5-0 contro lo Zorja. Il 29 settembre 2021 gioca la sua 200ª partita con la Dinamo Kiev, in occasione della partita di Champions League persa per 5-0 contro il Bayern Monaco.
Nell'Europa League sigla un gol battendo l'Astana per 1-0, ed è autore di una doppitta sconfiggendo il Rennes per 3-1. Cyhankov vince la Coppa Ucraina, segnando nei tempi supplementare la rete del 1-0 sconfiggendo il PFK Oleksandrija, mentre nella finale contro il Vorskla che si conclude per 1-1 il Dinamo Kiev vince per 8-7 ai calci di rigore, Cyhankov è tra i calciatori che segna dal dischetto. Riesce a vincere il campionato ucraino realizzando dodici reti, segna un gol battendo per 4-0 il Mynaj, riesce a segnare una rete contro il FK Mariupol' e il Dnipro-1 vincendo per 2-1 entrambe le partite, realizza inoltre una doppietta, prima pareggiando per 2-2 contro il Kolos Kovalivka e poi vincendo per 5-0 contro l'Inhulec. Cyhankov segna il gol del 1-0 battendo il Zorja vincendo così la finale dell'edizione 2020-2021 della Coppa Ucraina.

#### Girona
Il 17 gennaio 2023 lascia il club per trasferirsi in Spagna al Girona. Il suo primo gol lo segna sconfiggendo per 6-2. Nell'edizione 2023-2024 del campionato spagnolo Cyhankov segna otto reti, realizza un gol sconfiggendo per 4-2 l'Osusana, un'altra rete la segna nella vittoria per 5-1 contro il Siviglia, sigla un gol contro il Rayo Vallecano prevalendo per 3-0, segna inoltre una doppietta nella goleada che si è conclusa per 7-0 contro il Granada, inoltre nella vittoria per 4-2 contro il Barcellona la prima rete della partita viene segnata da Artem Dovbyk grazie a un assist di Cyhankov.

### Nazionale
Dopo aver fatto la trafila delle nazionali giovanili ucraine, nell'ottobre del 2016 viene convocato per la prima volta dalla nazionale maggiore per le partite di qualificazione al mondiale di Russia 2018. Fa il suo esordio il 12 novembre 2016 nella vittoria per 1-0 contro la Finlandia, subentrando a Jevhen Konopljanka al minuto 83. Scende in campo in tutte e quattro le partite di UEFA Nations League 2018-2019 - Lega B, contribuendo alla promozione in Lega A dell'Ucraina. Il 25 marzo 2019 segna la sua prima rete con la maglia dell'Ucraina in occasione del successo in trasferta per 1-2 contro il Lussemburgo. Nella partita successiva realizza la sua prima doppietta con la nazionale battendo per 5-0 la Serbia.
Nell'edizione 2020-2021 della Nations League segna il gol del 1-0 battendo la Spagna.

## Statistiche

### Presenze e reti nei club
Statistiche aggiornate al 11 giugno 2025.
| Stagione           | Squadra            | Campionato         | Campionato | Campionato | Coppe nazionali | Coppe nazionali | Coppe nazionali | Coppe continentali | Coppe continentali | Coppe continentali | Altre coppe | Altre coppe | Altre coppe | Totale | Totale | Totale |
| Stagione           | Squadra            | Comp               | Pres       | Reti       | Comp            | Pres            | Reti            | Comp               | Pres               | Reti               | Comp        | Pres        | Reti        | Pres   | Reti   |        |
| ------------------ | ------------------ | ------------------ | ---------- | ---------- | --------------- | --------------- | --------------- | ------------------ | ------------------ | ------------------ | ----------- | ----------- | ----------- | ------ | ------ | ------ |
| 2016-2017          | Dinamo Kiev        | PL                 | 20         | 3          | KU              | 3               | 1               | UCL                | 6                  | 1                  | SU          | 0           | 0           | 29     | 5      |        |
| 2017-2018          | Dinamo Kiev        | PL                 | 27         | 13         | KU              | 2               | 1               | UCL+UEL            | 1+9                | 0+3                | SU          | 1           | 0           | 40     | 17     |        |
| 2018-2019          | Dinamo Kiev        | PL                 | 31         | 18         | KU              | 1               | 0               | UCL+UEL            | 4+9                | 0+2                | SU          | 1           | 0           | 46     | 20     |        |
| 2019-2020          | Dinamo Kiev        | PL                 | 27         | 14         | KU              | 4               | 1               | UCL+UEL            | 2+6                | 0+2                | SU          | 0           | 0           | 39     | 17     |        |
| 2020-2021          | Dinamo Kiev        | PL                 | 20         | 12         | KU              | 3               | 1               | UCL+UEL            | 7+4                | 2+0                | SU          | 0           | 0           | 34     | 15     |        |
| 2021-2022          | Dinamo Kiev        | PL                 | 18         | 11         | KU              | 0               | 0               | UCL                | 6                  | 0                  | SU          | 1           | 0           | 25     | 11     |        |
| lug.-dic. 2022     | Dinamo Kiev        | PL                 | 13         | 6          |                 | -               | -               | UCL+UEL            | 4+6                | 1+2                |             | -           | -           | 23     | 9      |        |
| Totale Dinamo Kiev | Totale Dinamo Kiev | Totale Dinamo Kiev | 156        | 77         |                 | 13              | 4               |                    | 64                 | 13                 |             | 3           | 0           | 236    | 94     |        |
| gen.-ago. 2023     | Girona             | PD                 | 19         | 3          | CR              | -               | -               |                    | -                  | -                  |             | -           | -           | 19     | 3      |        |
| 2023-2024          | Girona             | PD                 | 30         | 8          | CR              | 4               | 0               | -                  | -                  | -                  | -           | -           | -           | 34     | 8      |        |
| 2024-2025          | Girona             | PD                 | 27         | 2          | CR              | 0               | 0               | UCL                | 5                  | 0                  | -           | -           | -           | 32     | 2      |        |
| Totale Girona      | Totale Girona      | Totale Girona      | 76         | 13         |                 | 4               | 0               |                    | 5                  | 0                  |             | -           | -           | 85     | 13     |        |
| Totale carriera    | Totale carriera    | Totale carriera    | 232        | 90         |                 | 17              | 4               |                    | 69                 | 13                 |             | 3           | 0           | 321    | 107    |        |

### Cronologia presenze e reti in nazionale
| Cronologia completa delle presenze e delle reti in nazionale ― Ucraina | Cronologia completa delle presenze e delle reti in nazionale ― Ucraina | Cronologia completa delle presenze e delle reti in nazionale ― Ucraina | Cronologia completa delle presenze e delle reti in nazionale ― Ucraina | Cronologia completa delle presenze e delle reti in nazionale ― Ucraina | Cronologia completa delle presenze e delle reti in nazionale ― Ucraina | Cronologia completa delle presenze e delle reti in nazionale ― Ucraina | Cronologia completa delle presenze e delle reti in nazionale ― Ucraina |
| Data                                                                   | Città                                                                  | In casa                                                                | Risultato                                                              | Ospiti                                                                 | Competizione                                                           | Reti                                                                   | Note                                                                   |
| ---------------------------------------------------------------------- | ---------------------------------------------------------------------- | ---------------------------------------------------------------------- | ---------------------------------------------------------------------- | ---------------------------------------------------------------------- | ---------------------------------------------------------------------- | ---------------------------------------------------------------------- | ---------------------------------------------------------------------- |
| 12-11-2016                                                             | Odessa                                                                 | Ucraina                                                                | 1 – 0                                                                  | Finlandia                                                              | Qual. Mondiali 2018                                                    | -                                                                      | 83’                                                                    |
| 15-11-2016                                                             | Charkiv                                                                | Ucraina                                                                | 2 – 0                                                                  | Serbia                                                                 | Amichevole                                                             | -                                                                      | 65’                                                                    |
| 6-6-2017                                                               | Graz                                                                   | Ucraina                                                                | 0 – 1                                                                  | Malta                                                                  | Amichevole                                                             | -                                                                      | 46’                                                                    |
| 23-3-2018                                                              | Marbella                                                               | Arabia Saudita                                                         | 1 – 1                                                                  | Ucraina                                                                | Amichevole                                                             | -                                                                      | 46’                                                                    |
| 27-3-2018                                                              | Liegi                                                                  | Giappone                                                               | 1 – 2                                                                  | Ucraina                                                                | Amichevole                                                             | -                                                                      | 79’                                                                    |
| 6-9-2018                                                               | Uherské Hradiště                                                       | Rep. Ceca                                                              | 1 – 2                                                                  | Ucraina                                                                | UEFA Nations League 2018-2019 - 1º turno                               | -                                                                      | 77’                                                                    |
| 9-9-2018                                                               | Kiev                                                                   | Ucraina                                                                | 1 – 0                                                                  | Slovacchia                                                             | UEFA Nations League 2018-2019 - 1º turno                               | -                                                                      | 78’                                                                    |
| 10-10-2018                                                             | Genova                                                                 | Italia                                                                 | 1 – 1                                                                  | Ucraina                                                                | Amichevole                                                             | -                                                                      | 46’                                                                    |
| 16-10-2018                                                             | Kiev                                                                   | Ucraina                                                                | 1 – 0                                                                  | Rep. Ceca                                                              | UEFA Nations League 2018-2019 - 1º turno                               | -                                                                      | 70’                                                                    |
| 16-11-2018                                                             | Trnava                                                                 | Slovacchia                                                             | 4 – 1                                                                  | Ucraina                                                                | UEFA Nations League 2018-2019 - 1º turno                               | -                                                                      |                                                                        |
| 20-11-2018                                                             | Adalia                                                                 | Turchia                                                                | 0 – 0                                                                  | Ucraina                                                                | Amichevole                                                             | -                                                                      | 77’                                                                    |
| 22-3-2019                                                              | Lisbona                                                                | Portogallo                                                             | 0 – 0                                                                  | Ucraina                                                                | Qual. Euro 2020                                                        | -                                                                      | 67’                                                                    |
| 25-3-2019                                                              | Lussemburgo                                                            | Lussemburgo                                                            | 1 – 2                                                                  | Ucraina                                                                | Qual. Euro 2020                                                        | 1                                                                      |                                                                        |
| 7-6-2019                                                               | Leopoli                                                                | Ucraina                                                                | 5 – 0                                                                  | Serbia                                                                 | Qual. Euro 2020                                                        | 2                                                                      |                                                                        |
| 10-6-2019                                                              | Leopoli                                                                | Ucraina                                                                | 1 – 0                                                                  | Lussemburgo                                                            | Qual. Euro 2020                                                        | -                                                                      | 88’                                                                    |
| 7-9-2019                                                               | Vilnius                                                                | Lituania                                                               | 0 – 3                                                                  | Ucraina                                                                | Qual. Euro 2020                                                        | -                                                                      | 60’                                                                    |
| 10-9-2019                                                              | Dnipropetrovsk                                                         | Ucraina                                                                | 2 – 2                                                                  | Nigeria                                                                | Amichevole                                                             | -                                                                      | 73’                                                                    |
| 11-10-2019                                                             | Kharkiv                                                                | Ucraina                                                                | 2 – 0                                                                  | Lituania                                                               | Qual. Euro 2020                                                        | -                                                                      | 65’                                                                    |
| 14-11-2019                                                             | Zaporižžja                                                             | Ucraina                                                                | 1 – 0                                                                  | Estonia                                                                | Amichevole                                                             | -                                                                      | 46’                                                                    |
| 17-11-2019                                                             | Belgrado                                                               | Serbia                                                                 | 2 – 2                                                                  | Ucraina                                                                | Qual. Euro 2020                                                        | -                                                                      | 77’                                                                    |
| 6-9-2020                                                               | Madrid                                                                 | Spagna                                                                 | 4 – 0                                                                  | Ucraina                                                                | UEFA Nations League 2020-2021 - 1º turno                               | -                                                                      | 55’                                                                    |
| 7-10-2020                                                              | Saint-Denis                                                            | Francia                                                                | 7 – 1                                                                  | Ucraina                                                                | Amichevole                                                             | 1                                                                      | 53’                                                                    |
| 10-10-2020                                                             | Kiev                                                                   | Ucraina                                                                | 1 – 2                                                                  | Germania                                                               | UEFA Nations League 2020-2021 - 1º turno                               | -                                                                      | 69’                                                                    |
| 13-10-2020                                                             | Kiev                                                                   | Ucraina                                                                | 1 – 0                                                                  | Spagna                                                                 | UEFA Nations League 2020-2021 - 1º turno                               | 1                                                                      | 65’                                                                    |
| 11-11-2020                                                             | Chorzów                                                                | Polonia                                                                | 2 – 0                                                                  | Ucraina                                                                | Amichevole                                                             | -                                                                      | 46’                                                                    |
| 23-5-2021                                                              | Kharkiv                                                                | Ucraina                                                                | 1 – 1                                                                  | Bahrein                                                                | Amichevole                                                             | 1                                                                      | 46’                                                                    |
| 17-6-2021                                                              | Bucarest                                                               | Ucraina                                                                | 2 – 1                                                                  | Macedonia del Nord                                                     | Euro 2020 - 1º turno                                                   | -                                                                      | 70’                                                                    |
| 21-6-2021                                                              | Bucarest                                                               | Ucraina                                                                | 0 – 1                                                                  | Austria                                                                | Euro 2020 - 1º turno                                                   | -                                                                      | 46’                                                                    |
| 29-6-2021                                                              | Glasgow                                                                | Svezia                                                                 | 1 – 2 dts                                                              | Ucraina                                                                | Euro 2020 - Ottavi di finale                                           | -                                                                      | 101’                                                                   |
| 3-7-2021                                                               | Roma                                                                   | Ucraina                                                                | 0 – 4                                                                  | Inghilterra                                                            | Euro 2020 - Quarti di finale                                           | -                                                                      | 35’                                                                    |
| 1-9-2021                                                               | Astana                                                                 | Kazakistan                                                             | 2 – 2                                                                  | Ucraina                                                                | Qual. Mondiali 2022                                                    | -                                                                      | 58’                                                                    |
| 4-9-2021                                                               | Kiev                                                                   | Ucraina                                                                | 1 – 1                                                                  | Francia                                                                | Qual. Mondiali 2022                                                    | -                                                                      | 82’                                                                    |
| 9-10-2021                                                              | Helsinki                                                               | Finlandia                                                              | 1 – 2                                                                  | Ucraina                                                                | Qual. Mondiali 2022                                                    | -                                                                      | 77’                                                                    |
| 12-10-2021                                                             | Leopoli                                                                | Ucraina                                                                | 1 – 1                                                                  | Bosnia ed Erzegovina                                                   | Qual. Mondiali 2022                                                    | -                                                                      | 82’                                                                    |
| 11-11-2021                                                             | Odessa                                                                 | Ucraina                                                                | 1 – 1                                                                  | Bulgaria                                                               | Amichevole                                                             | -                                                                      | 61’                                                                    |
| 16-11-2021                                                             | Zenica                                                                 | Bosnia ed Erzegovina                                                   | 0 – 2                                                                  | Ucraina                                                                | Qual. Mondiali 2022                                                    | -                                                                      | 75’                                                                    |
| 1-6-2022                                                               | Glasgow                                                                | Scozia                                                                 | 1 – 3                                                                  | Ucraina                                                                | Qual. Mondiali 2022                                                    | -                                                                      | 72’                                                                    |
| 5-6-2022                                                               | Cardiff                                                                | Galles                                                                 | 1 – 0                                                                  | Ucraina                                                                | Qual. Mondiali 2022                                                    | -                                                                      | 77’                                                                    |
| 8-6-2022                                                               | Dublino                                                                | Irlanda                                                                | 0 – 1                                                                  | Ucraina                                                                | UEFA Nations League 2022-2023 - 1º turno                               | 1                                                                      | 46’                                                                    |
| 11-6-2022                                                              | Łódź                                                                   | Ucraina                                                                | 3 – 0                                                                  | Armenia                                                                | UEFA Nations League 2022-2023 - 1º turno                               | -                                                                      |                                                                        |
| 21-9-2022                                                              | Glasgow                                                                | Scozia                                                                 | 3 – 0                                                                  | Ucraina                                                                | UEFA Nations League 2022-2023 - 1º turno                               | -                                                                      | 67’                                                                    |
| 24-9-2022                                                              | Erevan                                                                 | Armenia                                                                | 0 – 5                                                                  | Ucraina                                                                | UEFA Nations League 2022-2023 - 1º turno                               | -                                                                      | 67’                                                                    |
| 27-9-2022                                                              | Cracovia                                                               | Ucraina                                                                | 0 – 0                                                                  | Scozia                                                                 | UEFA Nations League 2022-2023 - 1º turno                               | -                                                                      | 75’                                                                    |
| 26-3-2023                                                              | Londra                                                                 | Inghilterra                                                            | 2 – 0                                                                  | Ucraina                                                                | Qual. Euro 2024                                                        | -                                                                      | 61’                                                                    |
| 12-6-2023                                                              | Brema                                                                  | Germania                                                               | 3 – 3                                                                  | Ucraina                                                                | Amichevole                                                             | 2                                                                      | 71’                                                                    |
| 16-6-2023                                                              | Skopje                                                                 | Macedonia del Nord                                                     | 2 – 3                                                                  | Ucraina                                                                | Qual. Euro 2024                                                        | 1                                                                      | 90+3’                                                                  |
| 19-6-2023                                                              | Trnava                                                                 | Ucraina                                                                | 1 – 0                                                                  | Malta                                                                  | Qual. Euro 2024                                                        | 1                                                                      | 90+5’                                                                  |
| 9-9-2023                                                               | Breslavia                                                              | Ucraina                                                                | 1 – 1                                                                  | Inghilterra                                                            | Qual. Euro 2024                                                        | -                                                                      |                                                                        |
| 12-9-2023                                                              | Milano                                                                 | Italia                                                                 | 2 – 1                                                                  | Ucraina                                                                | Qual. Euro 2024                                                        | -                                                                      | 75’                                                                    |
| 20-11-2023                                                             | Leverkusen                                                             | Ucraina                                                                | 0 – 0                                                                  | Italia                                                                 | Qual. Euro 2024                                                        | -                                                                      | 80’                                                                    |
| 26-3-2024                                                              | Breslavia                                                              | Ucraina                                                                | 2 – 1                                                                  | Islanda                                                                | Qual. Euro 2024                                                        | 1                                                                      | 88’                                                                    |
| 3-6-2024                                                               | Norimberga                                                             | Germania                                                               | 0 – 0                                                                  | Ucraina                                                                | Amichevole                                                             | -                                                                      | 64’                                                                    |
| 7-6-2024                                                               | Varsavia                                                               | Polonia                                                                | 3 – 1                                                                  | Ucraina                                                                | Amichevole                                                             | -                                                                      | 70’                                                                    |
| 11-6-2024                                                              | Chișinău                                                               | Moldavia                                                               | 0 – 4                                                                  | Ucraina                                                                | Amichevole                                                             | 1                                                                      | 68’                                                                    |
| 17-6-2024                                                              | Monaco di Baviera                                                      | Romania                                                                | 3 – 0                                                                  | Ucraina                                                                | Euro 2024 - 1º turno                                                   | -                                                                      | 62’                                                                    |
| 7-9-2024                                                               | Praga                                                                  | Ucraina                                                                | 1 – 2                                                                  | Albania                                                                | UEFA Nations League 2024-2025 - 1º turno                               | -                                                                      | 81’                                                                    |
| 10-9-2024                                                              | Praga                                                                  | Rep. Ceca                                                              | 3 – 2                                                                  | Ucraina                                                                | UEFA Nations League 2024-2025 - 1º turno                               | -                                                                      | 68’                                                                    |
| 20-3-2025                                                              | Murcia                                                                 | Ucraina                                                                | 3 – 1                                                                  | Belgio                                                                 | UEFA Nations League 2024-2025 - Play-off                               | -                                                                      |                                                                        |
| 23-3-2025                                                              | Genk                                                                   | Belgio                                                                 | 3 – 0                                                                  | Ucraina                                                                | UEFA Nations League 2024-2025 - Play-off                               | -                                                                      | 69’                                                                    |
| 7-6-2025                                                               | Toronto                                                                | Canada                                                                 | 4 – 2                                                                  | Ucraina                                                                | Amichevole                                                             | -                                                                      | 66’                                                                    |
| 10-6-2025                                                              | Toronto                                                                | Nuova Zelanda                                                          | 1 – 2                                                                  | Ucraina                                                                | Amichevole                                                             | -                                                                      | 74’ 83’                                                                |
| Totale                                                                 |                                                                        | Presenze                                                               | 61                                                                     |                                                                        | Reti (6º posto)                                                        | 13                                                                     |                                                                        |

## Palmarès

### Club

#### Competizioni nazionali
- Supercoppa d'Ucraina: 3

Dinamo Kiev: 2018, 2019, 2020
- Coppa d'Ucraina: 2

Dinamo Kiev: 2019-2020, 2020-2021
- Campionato ucraino: 1

Dinamo Kiev: 2020-2021

### Individuale
- Calciatore ucraino dell'anno: 1

2018